# Дениш Турье
Дениш (II) Турье (венг. Türje nembeli (II.) Dénes; ? — 1255) — крупный венгерский барон и землевладелец, который занимал ряд крупных должностей при дворе королей Андраша II и Белы IV. Самый известный представитель рода Турье. Также был известен как Дениш Носатый (венг. Nagyorrú Dénes).

## Биография
Представитель сентгротской линии (графство Зала) венгерского рода (клана) Турье. Сын Дениша I Турье. В старых хартиях, деревня Турье впервые упоминается в 1234 году. Ранее историк Янош Карачоньи ошибочно предполагал, что Дениш II был сыном Гече, и сделал различие между ним и Денишем, который служил конюшим.
Его карьерный рост начался в правление короля Андраша II, так как его имя впервые упоминается в исторических записях в 1220 году. Однако его должности были неизвестны до 1233 года. Дениш Турье был верным сторонником наследного принца Белы, который занимал титул герцога Трансильвании с 1226 года, следуя соглашению между королём и его сыном после ряда конфликтов за престол. В результате он был назначен воеводой Трансильвании при герцоге Беле в 1233 году. Он занимал этот пост до 1234 года.
Когда Бела IV взошёл на королевский престол в 1235 году, Дениш был назначен конюшим и служил в этой должности до 1241 года. Кроме того, он также выполнял функции ишпана конюхов (венг. lovászispán; лат. comes agasonum) в 1235 году и ишпана (графа) комитата Темеш в 1240 году . Он занимал пост бана Славонии в 1241—1244 годах. В последнем случае он носил титул «бан и герцог Славонии» (лат. banus et dux totius Sclavonie) после 1242 года, позднее он также принял титул «бан Приморья» (венг. Tengermellék). Согласно неаутентичному уставу, он также действовал как бан в 1245 году.
Дениш Турье участвовал в катастрофической для венгров битве при Мохи 11 апреля 1241 года, откуда бежал вместе с королём Белой IV в Далмацию. Дениш, будучи королевским губернатором Далмации, принимал участие в осаде города Зара в 1243 году. 30 июня 1244 года король Бела IV заключил мир с Венецианской республикой и отказался от своего владычества над Зарой (ныне Задар, Хорватия), но сохранил за собой треть таможенных доходов этого далматинского города. В 1244 году Дениш Турье возглавил королевскую армию против Спалато (ныне: Сплит, Хорватия), жители которого подняли восстание против венгерского господства.
В 1245 году Дениш Турье был назначен палатином Венгрии, получив вторую по значимости светскую должность после короля в 1245 году и занимал эту должность до 1246 года. Кроме того, он также действовал как ишпан комитата Шомодь. Он служил в качестве главы казначейства в 1247 году, по словам Ласло Марко, он занимал эту должность в 1246—1248 годах. Кроме того, с 1247 по 1248 год Дениш также исполнял функции ишпана графства Пожонь. Он был вторично назначен палатином Венгрии в 1248 году . Дениш служил в качестве ишпана графства Сольнок в 1251—1255 годах, до самой своей смерти.